# Adam Wybe

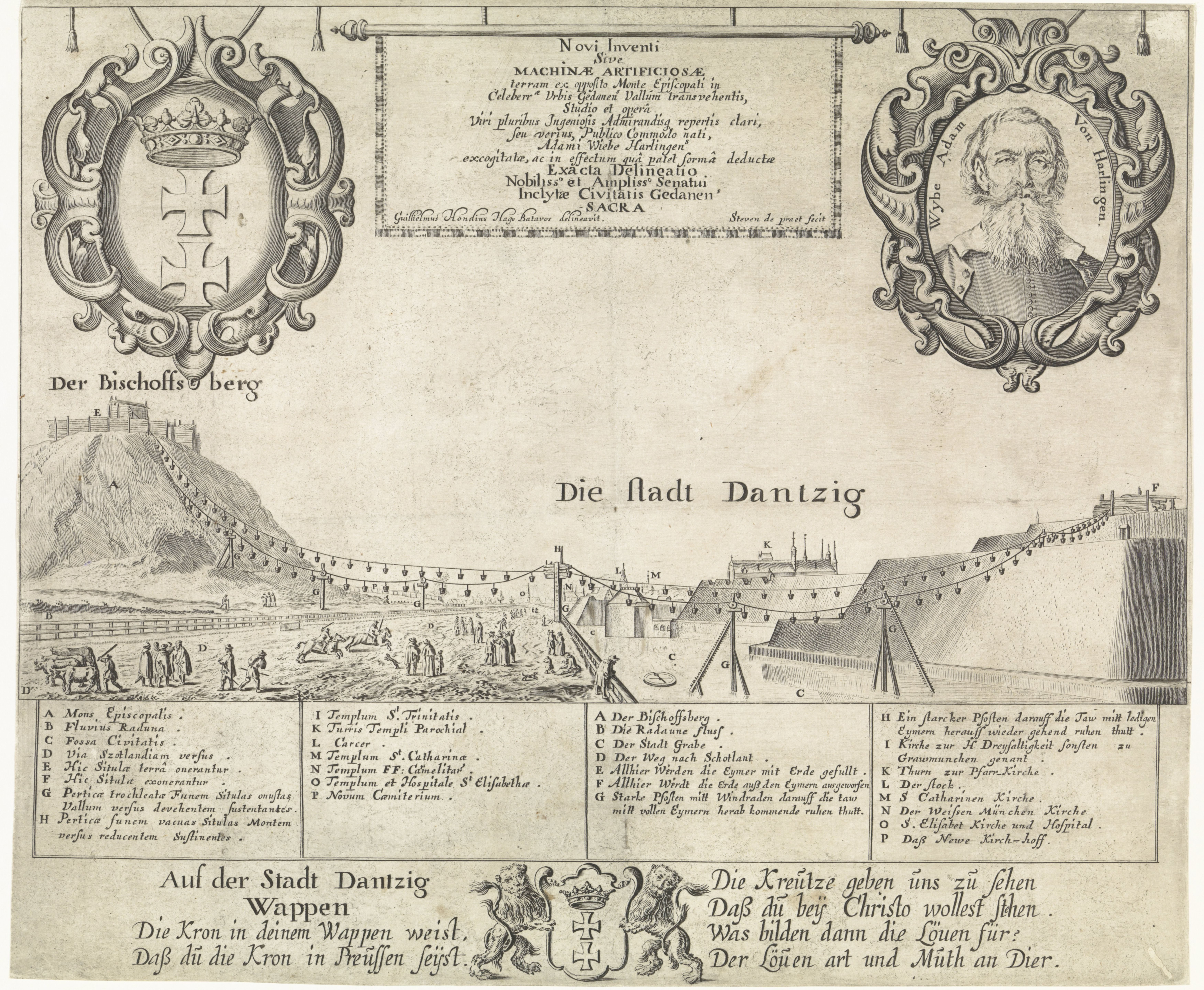
Seilbahn von Wybe, oben rechts Wybes Porträt, Radierung von Willem Hondius, 1644

Adam Wybe (* um 12. Juni 1584 in Harlingen; † 1653 in Danzig; auch Wiebe oder Wijbe, eventuell auch Wiebe Adam(s)) war ein niederländischer Ingenieur und Baumeister. Er entwickelte eine der ersten Seilbahnen.

## Leben
Wie viele niederländische Mennoniten zog Wybe aus den unter spanischer Herrschaft stehenden Niederlanden ins Weichsel-Nogat-Delta. 1616 ist seine Anwesenheit in dieser Region beurkundet, als er den Auftrag zum Bau einer holländischen Windmühle in Walddorf (heute Olszynka) erhielt. Bis zu seinem Tode 1653 wirkte er vor allem in Danzig und Umgebung.
Unter anderem konstruierte er die Wasserversorgung des Danziger Neptunbrunnens, modernisierte das städtische Wasserleitungsnetz, konstruierte ein Entwässerungssystem für die Danziger Niederstadt und war im Festungsbau tätig.
Wybe nahm auch Aufträge in anderen Städten wie Elbing, Thorn oder Riga an. In Warschau war er am Bau von Befestigungsanlagen beteiligt und wurde dort 1623 durch den polnischen König Sigismund III zum Königlichen Ingenieur ernannt.
Wybe arbeitete auch als Erfinder und erhielt 1637 von der Stadt Danzig ein Patent auf eine Eissäge.

## Seilbahn Danzig
Als sein bekanntestes Werk gilt die Konstruktion einer der ersten nachgewiesenen Seilbahnen der Welt. 1644 hatte er die Aufgabe, die Vorstädtische Bastion der Stadt (Bastion Berg) zu bauen. Das Material hierzu wurde auf dem gegenüberliegenden Bischofsberg gewonnen. Die Materialseilbahn war in der einfachsten Variante mit einem einzigen umlaufenden Seil konstruiert. Mit diesem Seil, an dem 100 Eimer hingen, verband er Berg und Bastion über den Radaunekanal hinweg. Die Anlage wurde über ein Göpelwerk angetrieben, das von Pferden in Gang gesetzt wurde.

## Familie
Unklar ist die originale Schreibweise des Namens, ebenso, ob Wybe und Adam ursprünglich Vornamen oder Familienname waren. Spätere Generationen benutzten Wiebe als Nachnamen. Seine Söhne Abraham und Jacob wirkten auf ähnlichen Gebieten wie er, Abraham soll seine direkte Nachfolge angetreten haben.
In späteren Jahrhunderten wirkten viele der mutmaßlichen Nachfahren von Adam Wybe ebenfalls als Ingenieure und Baumeister. Zu ihnen gehören unter anderem die Baumeister Eduard und Adolf Wiebe, der Ingenieur Hermann Wiebe sowie der Eisenbahnbaumeister Friedrich Wiebe.

## Rezeption
Wybes Wirken fand Eingang in die zeitgenössische Kunst und Literatur. So berichtet Georg Philipp Harsdörffer in seinem Buch Mathematische Erquickungen (1651) vom Seilbahnbau. Er äußerte sich über Wybe, „daß Wybe ein anderer Archimedes in Mechanicis sey“. Ebenso wurde Wybes Wirken in einem Gedicht von Georg Greflinger beschrieben. Die Seilbahn ist unter anderem auf einer Radierung von Willem Hondius dargestellt.
Eine Kaserne in Danzig wurde nach Adam Wybe (Wiebe) benannt, ebenso die von ihm angelegte Bastion. Nach Nivellierung der Bastion Anfang des 20. Jahrhunderts erhielt die an ihrer Stelle angelegte Straße den Namen Wiebenwall. Die Namen für Straße und Kaserne waren bis Ende des Zweiten Weltkrieges in Gebrauch.
Im Roman Sweeter than All of the World von Rudy Wiebe stößt der im 20. Jahrhundert lebende, gleichfalls Adam Wiebe heißende, Protagonist auf die Werke seines Vorfahren.